# Adónia
Az adónia (görög: Ἀδώνια) Adónisz halálának és meggyászolásának emlékezetére rendezett ősi eredetű fesztivál. A pontos időpontja bizonytalan, kora tavasszal, vagy nyáron tarthatták. A nők ünnepévé vált, nem volt az állami ünnepek sorában.
A mítosz szerint Aphrodité szerelmét, Adóniszt vadászaton vadkan tépte szét, és az istennő csak annyit ért el Zeusznál, hogy az év egyik felére engedje vissza hozzá az alvilágból.

## Az ünnep
Az Adónia ünnepét ehhez a mítoszhoz kötötték, és főleg az asszonyok ülték meg nagy áhítattal. Megsiratták a holtat és ujjongva fogadták a megtalált élőt: már ókori magyarázók számára kézenfekvő volt itt a természet őszi halálára és tavaszi újjászületésére gondolni. Kultusza igen népszerű volt a Kr. e. 5. századi Athénban, de tisztelték Kis-Ázsiában, Egyiptomban és Rómában is.